# فيتيا

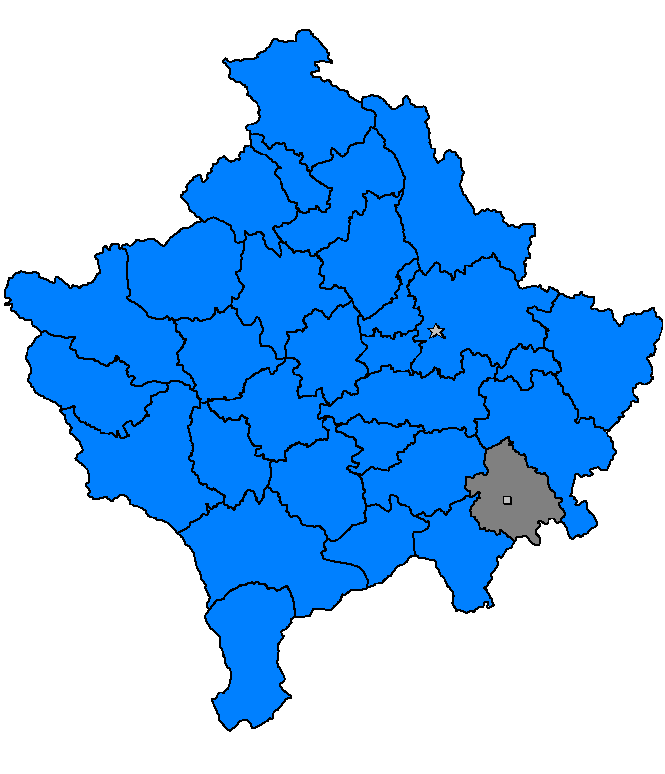
الموقع على الخريطة

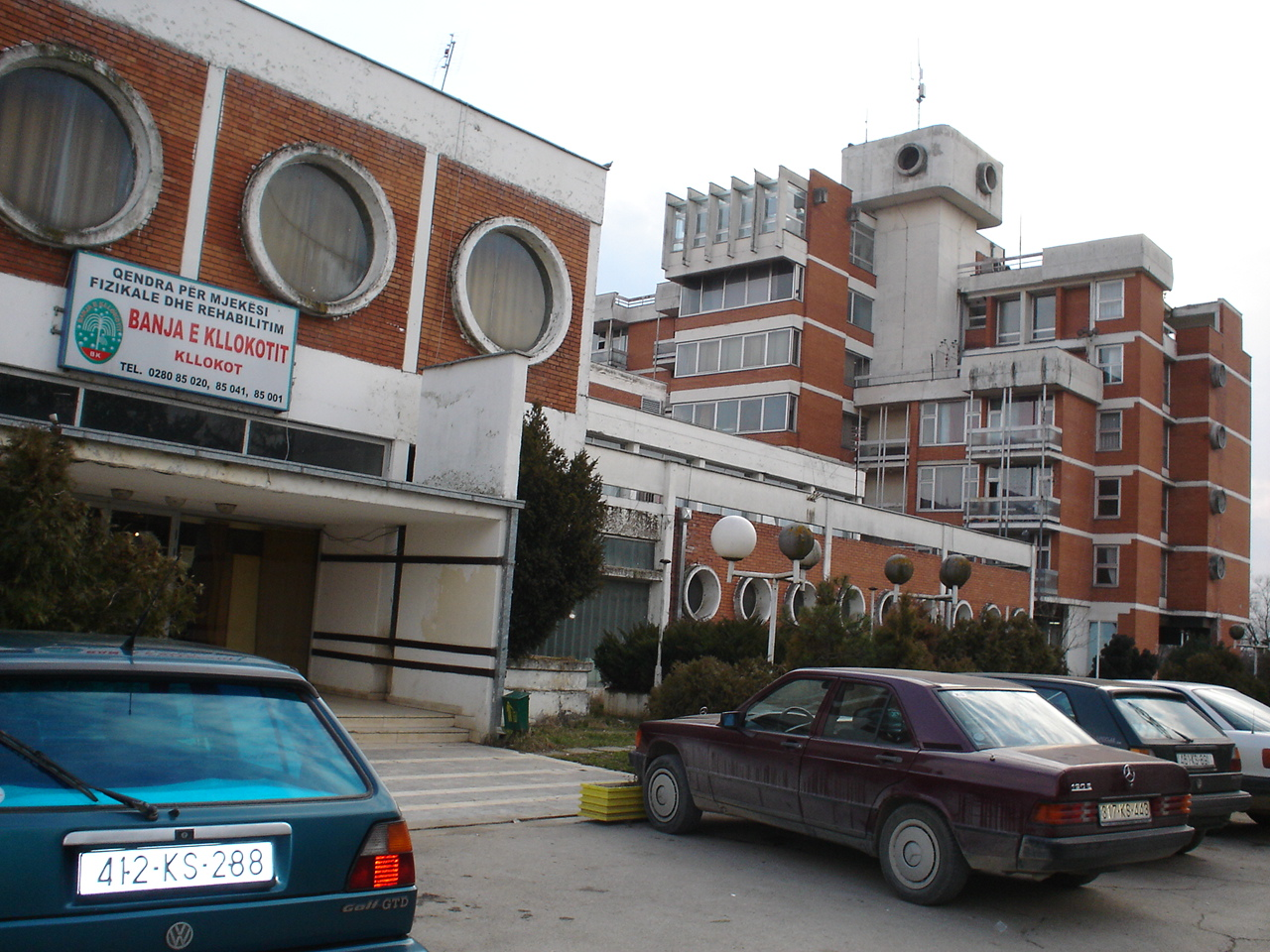
وسط المدينة

فيتيا (بالألبانية: 'Viti) (بالصربية: Vitina) هي مدينة تقع في جنوب شرق جمهورية كوسوفو ويبلغ عدد سكانها ازيد من 46 ألف نسمة وتقطنها غالبية ألبانية مع بعض الأقليات.

## أعلام
- ميلايم راما